# Kalkere, Magadi
Kalkere là một làng thuộc tehsil Magadi, huyện Ramanagara, bang Karnataka, Ấn Độ.